# De Vaux
De Vaux was een notabele en adellijke Belgische familie.

## Geschiedenis
- Keizer Frans I Stefan, groothertog van Toscane, verleende in 1749 erfelijke adel aan Louis de Vaux, overgrootvader van de hierna gemelde Adolphe de Vaux.

## Genealogie
- Adolphe de Vaux (1794-1866), x Clémentine Gernaert (1804-1892) (zie hierna)
  - Benoît-Adolphe de Vaux (1825-1899), x Léonie Gernaert (°1833)
    - Albert de Vaux (zie hierna)
    - Jean de Vaux (zie hierna)

  - Emile de Vaux (1826-1895), x Irène Orban (1834-1904)
    - Marie de Vaux (zie hierna)
- Elisa de Vaux (zie hierna)
- Jules de Vaux (1840-1878), x Annba Cremer (°1841)
  - Juliette de Vaux (zie hierna)

## Adolphe de Vaux
Jean-Adolphe-Joseph de Vaux (Neuss, 15 september 1794 - Elsene, 21 april 1866) behoorde tot een adellijke familie die in dienst stond van de hertogen van Lotharingen. Hij werd geboren terwijl zijn ouders omwille van de Franse invasie van de Zuidelijke Nederlanden naar het Rijnland gevlucht waren. Zijn kinderjaren bracht hij door in Wenen, om in 1801 naar de Nederlanden terug te keren.
Hij volbracht zijn humaniora aan het Lyceum van Douai en vanaf 1812 studeerde hij aan de 'École polytechnique' in Parijs. Hij nam deel aan de verdediging van de stad tegen de geallieerde troepen in 1814, het jaar waarin hij zijn studies beëindigde. In 1815 ging hij in Rome zijn oom Charles de Vaux opzoeken, die er Frans consul was, en dit met de bedoeling om zelf ook in de diplomatie te gaan. Hij werkte vier jaar bij hem, maar besloot toen naar de wiskundige wetenschappen terug te keren. Hij begon vanaf 1819 een carrière in het leger en verkreeg een brevet als officier. Hij werd aangeduid om de versterkingen rond Bergen tot stand te brengen. 
In 1823 verliet hij het leger en werd mijningenieur in de heropgerichte administratie van het mijnwezen. Hij doorliep er de verschillende hiërarchische graden en eindigde aan de top. In 1836 werd hij hoofdingenieur van de derde divisie in Luik, in 1844 werd hij inspecteur-generaal op de hoofdzetel in Brussel.
Tevens werkte hij actief mee aan de oprichting en organisatie van de École des Mines in de schoot van de Rijksuniversiteit Luik. Van 1836 tot 1844 was hij er inspecteur van de studies en doceerde hij de cursus 'mijnexploitaties'.
In 1836 werd hij corresponderend lid en in 1846 titulair lid van de Académie royale de Belgique. Hij was er directeur van de klasse wetenschappen in 1863.
Uit de titels van zijn publicaties blijkt zijn bijzondere bekommernis om de veiligheid van de mijnwerkers. Hij was ook zeer begaan om de uitwerking van reglementen met betrekking tot stoommachines. Op zijn initiatief werd door de Belgische regering opdracht gegeven om alle Belgische mijnen in kaart te brengen. 

### Publicaties
De Vaux publiceerde veel. Zijn te vermelden:
- Mémoire sur l'épuisement des eaux dans les mines au moyen de l'air (1835, bekroond door de Académie royale de Belgique (1835).
- Instructions pratiques concernant l'aérage et l'éclairage des mines à grisou (1839).
- Instructions concernant la lampe de l'ingénieur Mueseler (1846).
- Etude concernant l'emploi de l'air échauffé au lieu de vapeur d'eau comme moteur dans les machines (1852).
- Observations sur le régime des eaux souterraines de Bruxelles et des environs(1852).
- Notices sur les moyens propres à soustraire les ouvriers mineurs au danger d'asphyxie à la suite des coups de feu (1855).
- Notices sur la théorie des lampes de sûreté (1860).
- Notices sur la division de l'aérage dans les mines (1863).
- Les richesses minérales de la Belgique et les moyens de les extraire (Académie royale, 1863).
- Notices sur le jaugeage et le frottement des courants dans les mines (1864).
- Notices sur les dégagements instantanés de gaz dans les houillères (1865).

## Albert de Vaux
Albert de Vaux (Luik, 11 februari 1853 - Elsene, 6 april 1932) trouwde in Elsene in 1893 met Berthe Wellens (1857-1926), dochter van François Wellens, secretaris-generaal bij het ministerie van Openbare Werken. Het echtpaar bleef kinderloos. Albert werd in 1908 erkend in de Belgische erfelijke adel.

## Jean de Vaux
René Jean Adolphe de Vaux (Luik, 5 november 1867 - 21 januari 1948) trouwde in 1933 in Tilff met Celine Sauveur (1883-1961). Het echtpaar bleef kinderloos. Hij werd in 1908 erkend in de Belgische erfelijke adel. Bij zijn overlijden doofde de familie uit.

## Marie de Vaux
Marie Hubertine Jeanne de Vaux (Elsene, 22 maart 1871 - Kortenaken, 24 augustus 1926), trouwde in Elsene in 1890 met baron Fernand de Wouters d'Oplinter (1868-1942), volksvertegenwoordiger en minister van Economische Zaken. Ze werd in 1908 ten persoonlijke titel erkend in de Belgische adel.

## Elise de Vaux
Clémentine Elise de Vaux (Luik, 1 oktober 1832 - Elsene, 28 juli 1910) werd in 1908 ten persoonlijke titel erkend in de Belgische adel. 

## Juliette de Vaux
Juliette Marie Henriette de Vaux (Elsene, 15 oktober 1866 - 3 november 1940) werd in 1908 ten persoonlijke titel erkend in de Belgische adel. Ze trouwde in 1888 in Elsene met Jules Wellens (1853-1932), raadsheer bij het hof van beroep in Brussel, voorzitter van het Krijgshof, zoon van Frantz Wellens, secretaris-generaal bij het ministerie van Openbare Werken. 